# العلاقات البرتغالية الفلسطينية
العلاقات البرتغالية الفلسطينية (بالبرتغالية: Relações luso-palestinas) هي العلاقات الثنائية بين دولة فلسطين والجمهورية البرتغالية.

## التاريخ
في عام 1999، قررت البرتغال فتح مكتب تمثيلي لها في رام الله. في 18 أكتوبر من نفس العام، عُين أنطونيو خورخي جاكوب كارفالو ممثلاً للبرتغال لدى السلطة الوطنية الفلسطينية.
في عام 2010، منحت البرتغال صفة السفارة للتمثيل الفلسطيني في البلاد.
في 12 ديسمبر 2014 ، أصدر البرلمان البرتغالي قرارًا يطالب الحكومة بالاعتراف بدولة فلسطين، حضر الفعالية سفراء الدول العربية. ويقترح القرار المقدم مشاركةً من طرف الحزب الحاكم والحزب الاشتراكي: «الاعتراف، بالتنسيق مع الاتحاد الأوروبي، بدولة فلسطين على أنها دولة مستقلة وتتمتع بالسيادة».
تولى فرناندو ديمي دي بريتو تمثيل للشبونة في فلسطين في 21 يونيو 2019.
في 17 أبريل 2023، اعتمد فيدريكو ناسيمنتو ممثلًا جديدًا للبرتغال لدى دولة فلسطين.

في 6 مايو 2023، استقبل الاتحاد الفلسطيني للهيئات المحلية وفدًا من اتحاد البلديات البرتغالي يضم ضم عددا من رؤساء البلديات البرتغالية 
في يوليو 2025، أعلن مكتب رئيس الوزراء أن الحكومة ستتشاور مع الرئيس والبرلمان بهدف الاعتراف بالدولة الفلسطينية في سبتمبر 2025 خلال الدورة الثمانين للجمعية العامة للأمم المتحدة.